# 波莲镇
波莲镇，是中华人民共和国海南省临高县下辖的一个乡镇级行政单位。

## 行政区划
波莲镇下辖以下地区：
波莲社区、和棉村、抱美村、乾彩村、古柳村、冰廉村、武来村、古柏村、太坡村、美珠村、多贤村、带群村和红星村。